# الخانق (العرش)

تعديل مصدري - تعديل

حارة الخانق هي إحدى حارات مدينة المصلى أحد مدن محافظة البيضاء، بلغ تعداد سكانها 314 نسمة حسب تعداد اليمن لعام 2004.